# Xavier Blanch i Pla
Xavier Blanch i Pla (Barcelona, 1918 — Madrid, 1999) fou un pintor barceloní. Entre 1939 i 1941 va estudiar a l'Escola de Belles Arts de Sant Jordi. Els seus mestres van ser Josep Civil, Joan Serra, Ramon de Capmany. Fou un assidu de la Sala Parés, com Josep de Togores o Pere Pruna. La seva primera exposició individual va ser el 1942, any en què també va obtenir el premi extraordinari de Miquel Mateu Pla per a artistes novells de l'Exposición Nacional de Bellas Artes de Barcelona (obra Plaza vieja). Durant la dècada del 1960 va viure a Roma. També va passar diverses temporades a Cadaqués, on va exposar a la “Galeria 1” el 1979.
Els seus quadres mostren una paleta suau de colors. La majoria de les seves obres mostren temàtica figurativa, sobretot figures femenines, tot i que també va treballar el paisatge i alguna natura morta.